# Bunkerdrama von Vught

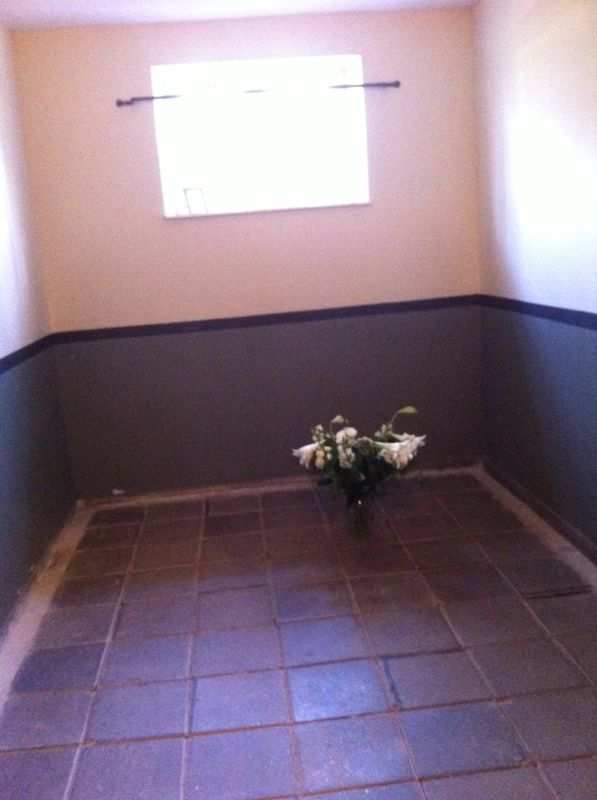
Nachbau der Zelle 115

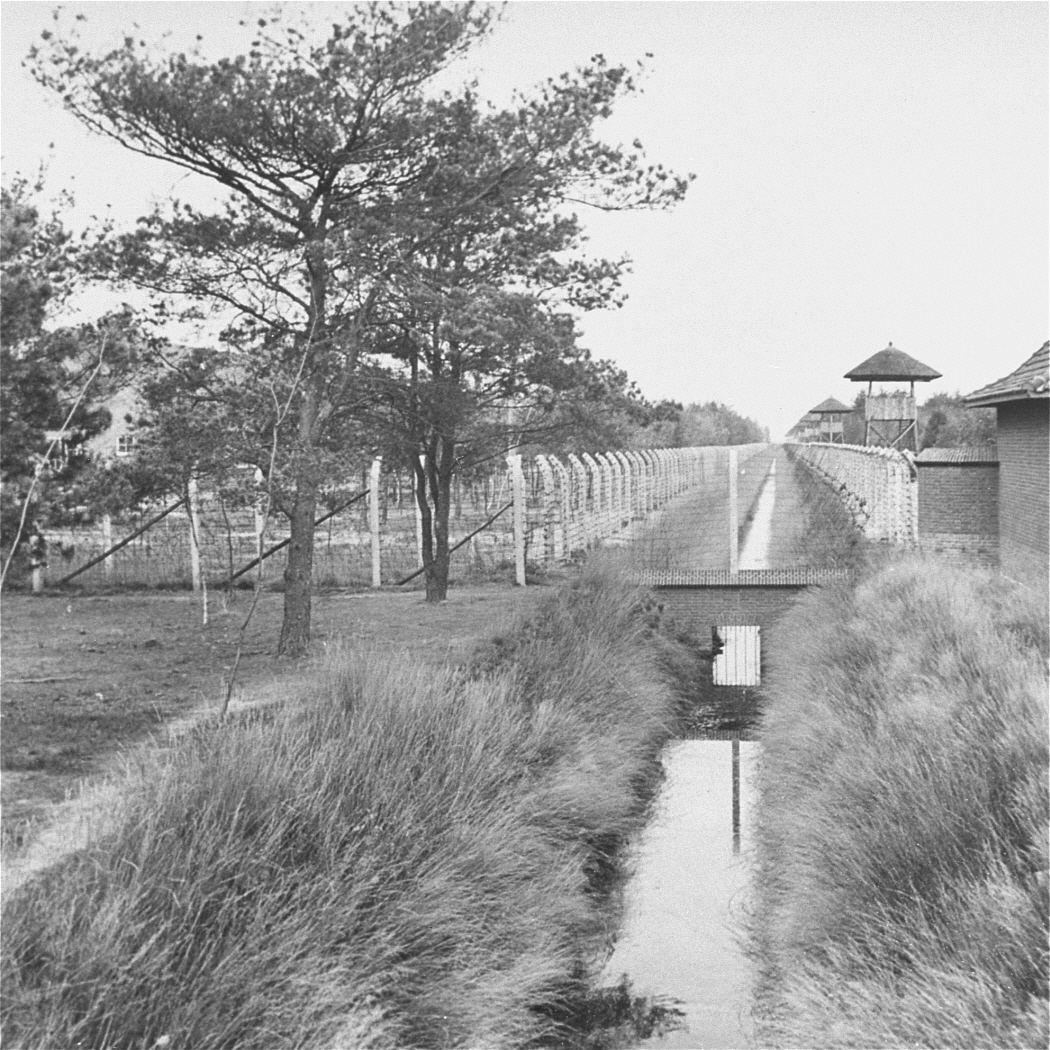
KZ Herzogenbusch

Das Bunkerdrama von Vught war ein Kriegsverbrechen, das im Januar 1944 im KZ Herzogenbusch (niederländisch Kamp Vught) in den Niederlanden von deutschen Angehörigen der SS verübt wurde.

## Ablauf
In einer der Frauenbaracken des Konzentrationslagers Herzogenbusch gab es eine Frau namens „Jedzini“, die andere Frauen an die Lagerkommandantur verriet, weil sie sich dafür Hafterleichterungen erhoffte. Nach ihrer Enttarnung entschlossen sich die Frauen der Baracke, die Verräterin zu bestrafen. Zwei Frauen, Non Verstegen und Thea Breman, schnitten ihr die Haare ab. Am nächsten Tag beschwerte sich Jedzini bei der Lagerkommandantur darüber, woraufhin Verstegen in Einzelhaft gebracht wurde. Die anderen Frauen berieten sich und übergaben schließlich der Lagerleitung eine Liste mit 89 Namen von Frauen, die ihre Solidarität mit Non erklärten. Daraufhin beschloss der Lagerkommandant Adam Grünewald, die Frauen zur Strafe in einer einzigen Zelle (Zelle 115) zusammenzupferchen. Am 15. Januar 1944 pressten SS-Männer, unter ihnen Grünewald, dessen Adjutant Hermann Wicklein und Schutzhaftlagerführer Arnold Strippel 74 Insassinnen in eine 9,5 m² große Zelle. Die restlichen 17 Frauen wurden in eine zweite Zelle gesperrt, mit gleicher Grundfläche. Beide Räume verfügten kaum über Ventilation. Die Frauen warfen schließlich ein kleines Fenster ein, aber da vor dem Fenster eine Verdunkelung angebracht war, half ihnen das kaum. Als am 16. Januar die Zellentür 115 geöffnet wurde, waren zehn Frauen erstickt. Danach wurden die Frauen gezwungen, eine Erklärung zu unterschreiben, in der sie die Schuld für den Vorfall übernahmen, bevor sie wieder aus der Haftzelle gelassen wurden.
Dieser Vorfall führte in der niederländischen Öffentlichkeit zu erheblichem Aufruhr. Das Rote Kreuz protestierte, und Tausende von Protestbriefen wurden an die deutschen Behörden geschickt. Deshalb kam schließlich sogar Reichsführer-SS Heinrich Himmler ins Lager und versuchte, sich ein Bild von der Lage zu machen. Schließlich wurden Grünewald und Wicklein vor das SS- und Polizeigericht in Den Haag gestellt. Wegen Misshandlung Untergebener wurde Grünewald Anfang März 1944 zu dreieinhalb Jahren und Wicklein wegen Begünstigung seines Vorgesetzten in Tateinheit mit fahrlässiger Tötung von zehn Frauen zu sechs Monaten Gefängnis verurteilt. Doch Himmler begnadigte die beiden Verurteilten kurz darauf. Grünewald wurde degradiert und zur Ostfront versetzt. Wicklein wurde, wahrscheinlich zur Bewährung, als Lagerleiter in das KZ-Außenlager Porta Westfalica, ein Außenlager des KZ Neuengamme, versetzt.
Im Mai 2009 lebten noch zwei der 74 Frauen aus Zelle 115 und berichteten bei Besuchen im ehemaligen KZ, dass sie diese Nacht nicht vergessen könnten und bis heute darunter litten. Die Zelle, in der sich damals die Tragödie abspielte, ist wiederhergestellt worden und kann besichtigt werden. Sie ist Teil der sich heute auf dem Gelände des ehemaligen KZ befindlichen Gedenkstätte.